# Washi
Il washi (和紙? chiamato anche carta giapponese) è un tipo di carta che è stata introdotta in Giappone nel 610 da un prete buddista coreano; si tratta di carta fatta a mano, di buona consistenza, resistente e anche traslucida. La buona consistenza le permette di essere utilizzata in molte applicazioni, come nelle arti tradizionali giapponesi origami, shodō e ukiyo-e. 
Si dice che resista anche ai danni procurati dagli insetti. Dal novembre 2014 è inserito tra i Patrimoni orali e immateriali dell'umanità dell'UNESCO.

## Etimologia
La parola washi è composta da wa, che significa "giapponese", e da shi che significa "carta". Si riferisce quindi alla carta giapponese fatta a mano secondo il metodo tradizionale, derivato dall'antica arte cinese di produzione della carta.

## Lavorazione
Il washi viene tradizionalmente prodotto utilizzando le fibre vegetali del gelso da carta o di altre piante locali come Diplomorpha sikokiana, Edgeworthia papyrifera e Euonymus sieboldianus. Si possono però utilizzare anche fibre di bamboo, canapa, riso e frumento che conferiscono una mano e caratteristiche differenti alla carta così prodotta.
Una variante di questa fibra viene utilizzata dall'Opificio delle pietre dure di Firenze per assorbire gli strati inquinanti sulle superfici dei quadri in fase di restauro, dato che questo tipo di carta non cede collanti.

## Tipologia
Esistono innumerevoli tipi di washi, ma i più comuni sono tre:
- Ganpishi (雁皮紙?), chiamato in epoca antica hishi (斐紙?), maggiormente utilizzato per la creazione di oggetti di artigianato o per libri, ha una superficie liscia e maggiormente lucida rispetto alle altre forme
- Kozogami (楮紙?), la più diffusa, ricorda per spessore quello di una tela
- Mitsumatagami (三椏紙?), nel periodo Meiji la si utilizzava per la stampa della carta moneta

## Utilizzo

### Arti
- Ikebana, l'arte della composizione floreale
- Katazome, una tecnica di tintura dei tessuti
- Origami, l'arte di piegare la carta
- Stampa (arte)
- Shibori, diversi metodi di tintura dei tessuti
- Shodō, l'arte della calligrafia
- Ukiyo-e, un genere di xilografie
- Sumi-e, stile pittorico monocromatico
- Sumingashi
- Uova di washi

### Abbigliamento
- Cosplay
- Kimono
- Zōri

### Cucina
- Tempura

### Oggetti
- Bentō
- Aquiloni
- Aeromodellismo

### Altro
- Cuscini
- Futon
- Shōji

## Produttori

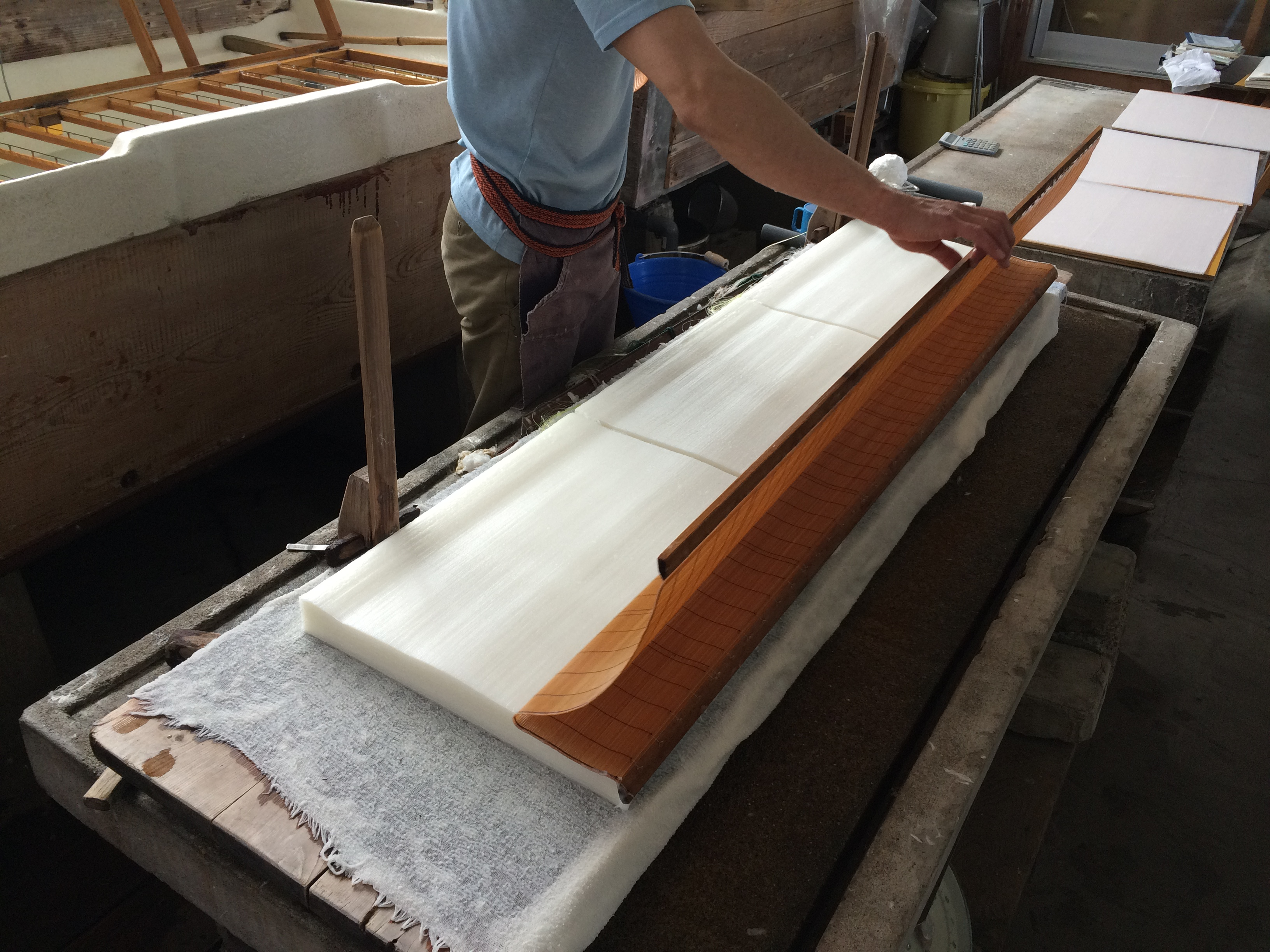
Esempio di lavorazione dello Ise washi, presso la prefettura di Mie

- Awa washi (Tokushima)
- Ecchu washi (Toyama)
- Echizen washi (Fukui)
- Gundo-gami (Tokyo)
- Inshū washi (Tottori)
- Ise washi (Mie)
- Kurotani washi (Kyoto)
- Mino washi (Gifu)
- Najio washi (Hyōgo)
- Nishinouchi-shi (Ibaraki)
- Ogawa washi (Saitama)
- Ozu washi (Ehime)
- Sekishū washi (Shimane)
- Sugihara-gami (Hyōgo)
- Tosa washi (Kochi)
- Uchiyama-gami (Nagano)
- Yame washi (Fukuoka)

## Origini
La leggenda narra che sia stato un monaco buddista ad introdurre la Carta Washi in Giappone nel 610 circa. Per molti anni rimase destinata alle classi più agiate. Nel corso dei vari secoli divenne la specializzazione di molte località. La carta washi è stata utilizzata già dall'antichità all'interno delle abitazioni per la sua capacità filtranti attenuando l'intensità della luce. Oggi viene ancora utilizzata per realizzare le famose Chouchin (=lanterne usate durante cerimonie e rituali o anche semplicemente come insegne dei negozi). 
Durante la Dinasta heian (794-1185) gli artigiani raggiunsero un altissimo livello di maestria durante la lavorazione della carta Washi. 
TIPI PIU' COMUNI DI CARTA WASHI:
1. GANPISHI
2. KOZAGAMI
3. MITSUMATAGAMI

## Aquiloni
L'uso della carta washi per la costruzione degli aquiloni in asia è una pratica molto antica: le caratteristiche di resistenza e leggerezza ne fanno assieme alla seta un materiale eccellente per la costruzione degli aquiloni. 

## Aeromodellismo
La carta washi viene usata per la ricopertura degli aeromodelli fin dagli anni 30 del 19' secolo.